# Arrapaho (album)
Arrapaho è il nono album degli Squallor, pubblicato nel 1983 dalla Dischi Ricordi.

## Produzione
Arrapaho è il primo album degli Squallor realizzato per la Dischi Ricordi, conseguente al cambio di etichetta del gruppo, che seguiva la carriera di Alfredo Cerruti, passato in quel periodo dalla CGD alla Ricordi in qualità di Direttore Artistico. Il titolo riprende il nome di una tribù indiana, gli Arapaho, modificato con chiare allusioni erotiche.

## Promozione
Analogamente al loro precedente album, gli Squallor abbinano uno spot pubblicitario al loro album, che è rimasto celebre per i giovani di quella generazione: un indiano coi colori di guerra marcia verso la telecamera per poi esclamare, ancheggiando e con voce effeminata: "Ciao, comprati Arrapaho". Lo spot era visibile solo nelle ore notturne, in particolare sulla neonata Italia 1.

## Descrizione
L'album si apre sulle note della Marcia trionfale dell'Aida di Verdi che fa da sottofondo ad un dialogo strampalato fra due spettatori; segue la title track nella quale si descrivono le abitudini della tribù degli "Arrapaho", e si cita la tribù nemica dei "Frocheyenne", storpiatura della tribù Cheyenne, che rappresenta uno scontro fra eterosessualità e omosessualità, dando per scontato che il titolo dell'album fosse l'esaltazione delle pulsioni del maschio verso la femmina.
El toro riprende musicalità spagnoleggianti con Daniele Pace nella parte di un torero sfortunato.
In Avida il tema della morte (dopo Tutto il morto minuto per minuto, Mortò veneziano e Tombeado) viene affrontato da un fresco vedovo che cerca di parlare al cadavere per rassicurarsi che lei sia morta e dunque lui non abbia più vincoli di sorta. La parte musicale si ispira chiaramente a Private Investigations dei Dire Straits.
Black e Decker è un monologo estemporaneo su una base musicale di stampo etnico; il titolo sembra essere messo senza un motivo. Potrebbe essere un riferimento sessuale in quanto la Black and Decker è un noto marchio all'epoca famoso soprattutto per i trapani.
Piacere pesce tratta il tema dello spionaggio internazionale di infima lega.
'O tiempo se ne va è una canzone cantata, ed è tra le più famose del repertorio degli Squallor cantato, in virtù della sua presenza nel film.
La guerra del vino mette a confronto le tradizioni enologiche di Italia e Francia chiudendo la diatriba con un gemellaggio omosessuale fra i due protagonisti, con la lingua napoletana che si mescola all'italiano ed al francese dei protagonisti.
Dopo una parodia dei brani rap in voga in quel periodo, Rep e Rip, l'album si chiude con Pierpaolo protagonista di un'avventura in terra tedesca nel brano Pierpaolo a Düsseldorf Bau.
Le parodie degli spot pubblicitari, che saranno più palesi negli album successivi, qui fanno capolino nel mezzo dei discorsi strampalati dei vari brani. Il riferimento più eclatante riguarda Cesare Ragazzi, titolare dell'omonima ditta tricologica, anch'egli presente con spot pubblicitari negli stessi canali dove veniva pubblicizzato il disco. Il suo nome nelle tracce dell'album compare a più riprese, spesso sbeffeggiato, irridendo anche la sua attività commerciale, al punto che Ragazzi decise di adire le vie legali, respingendo anche la richiesta di comparire in prima persona nel film per un cameo, a titolo di amichevole risarcimento. Non sono noti tuttavia i termini di questa disputa giudiziaria.

## Tracce
1. Marcia trionfale "Aida"
2. Arrapaho
3. El toro
4. Avida
5. Black e Decker
6. Piacere pesce
7. 'O tiempo se ne va
8. La guerra del vino
9. Rep e rip
10. Pierpaolo a Düsseldorf Bau

## Incisioni successive (Arrapaho)
- 1996 - Le origini (BMG Music – ACDMRL 383032 74321383032(2))
- 1997 - Il peggio degli Squallor (Dischi Ricordi – CDOR 9346)
- 1998 - I grandi successi (Dischi Ricordi – 74321 55804-4)
- 2008 - Talenti incompresi (Sony BMG Music Entertainment – 0886973403099)
- 2009 - Squallor (La Mia Musica – MAD 1098)
- 2011 - Arrapaho (Errepi Media Srl – ERM023)
- 2011 - Il meglio del meglio (BMG – 88697927032)

## Il film
L'album ispirò anche la realizzazione di un film omonimo diretto da Ciro Ippolito e distribuito nel 1984, di cui però questo album non è propriamente la colonna sonora ma un progetto parallelo.